# Palmer, Alaska
Palmer är en mindre stad i den amerikanska delstaten Alaska med en yta av 9,7 km² och en befolkning, som uppgår till cirka 4 500 invånare (2000). 
Staden är belägen i mitten av den södra delen av delstaten vid Matanuska River cirka 70 km nordost om den största staden Anchorage, cirka 1 000 km nordväst om huvudstaden Juneau och cirka 500 km väster om gränsen mot Kanada. 
I Palmer anordnas varje år under två augustiveckor Alaska State Fair - en festival med uppträdanden, olika bås, och en utställning där man visar de gigantiska och ofta rekordstora grönsaker som odlats i det omgivande jordbruksområdet. 